# Denmoza
Denmoza Britton & Rose – rodzaj sukulentów z rodziny kaktusowatych. Występują w Argentynie. Przedstawiciele dorastają do 15–30 cm wysokości.

## Systematyka
Pozycja systematyczna według APweb (aktualizowany system APG III z 2009)
Należy do rodziny kaktusowatych (Cactaceae) Juss., która jest jednym z kladów w obrębie rzędu goździkowców (Caryophyllales)  i klasy roślin okrytonasiennych. W obrębie kaktusowatych należy do plemienia Trichocereeae, podrodziny Cactoideae.
Pozycja w systemie Reveala (1993-1999)
Gromada okrytonasienne (Magnoliophyta Cronquist), podgromada Magnoliophytina Frohne & U. Jensen ex Reveal, klasa Rosopsida Batsch, podklasa goździkowe (Caryophyllidae Takht.), nadrząd  Caryophyllanae Takht.,  rząd goździkowce (Caryophyllales Perleb), podrząd Cactineae Bessey in C.K. Adams, rodzina kaktusowate (Cactaceae Juss.), rodzaj Denmoza Britton & Rose. 
Gatunki; Gatunki
- Denmoza dulcis-pauli (C.F. Först. ex Rumpler) Werderm. ex Backeb.
- Denmoza rhodacantha (Salm-Dyck) Britton & Rose